# Rue du Laveu
La rue du Laveu est une rue liégeoise qui va de la place des Wallons au boulevard Gustave Kleyer dans le quartier du Laveu.

## Situation et description
Cette artère est l'épine dorsale du quartier du Laveu. Longue d'environ 1 130 m, elle s'élève progressivement depuis la place des Wallons pour rejoindre les hauteurs de la ville entre Cointe et Saint-Gilles. La côte se fait plus rude dans les derniers hectomètres dépassant les 10 % de déclivité. La rue compte environ 300 habitations.

## Odonymie
Avant le 29 juillet 1889, la rue était dite Bas-Laveu tandis que la rue appelée actuellement rue Henri Maus - une partie au moins - recevait le nom de Haut-Laveu.
Selon certains étymologistes, « Laveu » serait la traduction wallonne du mot « lavoir ». En effet ceux-ci prétendaient que tout le quartier était surtout habité par des blanchisseuses.
Une autre cause de l'appellation serait dû à l'existence d'une famille de notables, la famille des Lavoir. Le peuple influencé par la langue wallonne prononçait « Laveu » et cette dernière forme a fini par l'emporter sur l'autre.

## Patrimoine
Au no 28, à l'angle avec la rue Lambinon, se trouve la maison Moonen, un immeuble de commerce de style Art nouveau réalisé par Victor Rogister en 1903 récemment occupé par un café.
Au no 80, l'église orthodoxe des saints Alexandre Nevsky et Séraphin de Sarov a été réalisée en 1951 d'après les plans de l'architecte M. Evertz.
Au no 98, se situe un immeuble de style Art déco.

## Voies adjacentes
- Place des Wallons
- Rue Ambiorix
- Rue Louis Boumal
- Rue Lambinon
- Rue Hézelon
- Rue Jacob-Makoy
- Rue de la Butte
- Rue Mueseler
- Rue Chauve-Souris
- Rue Comhaire
- Passage Albert Van den Berg
- Rue Gustave Thiriart
- Boulevard Gustave Kleyer